# Clemente Flores Vílchez
Clemente Flores Vílchez (Querocotillo, 23 de noviembre de 1972) es un político peruano. Fue congresista de la república por el departamento de Lambayeque durante el periodo parlamentario 2016-2019.
Nació en el distrito de Querocotillo, provincia de Cutervo, departamento de Cajamarca, Perú, el 23 de noviembre de 1972. Cursó sus estudios primarios en su localidad natal y los secundarios en la ciudad de Chiclayo. Entre 2005 y 2012 cursó estudios superiores de derecho en la sede Chiclayo de la Universidad Católica Los Ángeles de Chimbote.
Su primera participación política fue en las elecciones regionales del 2010 en las que fue candidato por Perú Posible a la vicepresidencia del Gobierno Regional de Lambayeque junto con el candidato a presidente regional Franklin Santiago Chávez Torres. Quedó en noveno puesto con sólo el 2.234% de los votos. En las elecciones generales del 2011 fue candidato al congreso por Lambayeque por Perú Posible sin obtener la representación y, en las elecciones generales del 2016 lo fue por el partido Peruanos por el Kambio obteniendo la elección para el periodo parlamentario 2016 a 2019. Su mandato fue interrumpido el 30 de septiembre del 2019 luego de que el presidente Martín Vizcarra disolviera el Congreso de la República.
Durante su gestión participó en la formulación de 192 proyectos de Ley de la que 36 fueron promulgadas como leyes de la república. En julio de 2020, la fiscal de la nación presentó una denuncia constitucional contra Flores Vilchez por los delitos de cohecho pasivo impropio y tráfico de influencias agravado en el caso denominado "Los Temerarios del Crímen" imputándosele haber gestionado presupuestos para obras públicas a favor de diversas municipalidades y solicitar el 5% del monto asignado para cada una de esas gestiones.